# Liste der Monuments historiques in Mouillac (Gironde)
Die Liste der Monuments historiques in Mouillac (Gironde) führt die Monuments historiques in der französischen Gemeinde Mouillac auf.

## Liste der Bauwerke
| Bezeichnung    | Beschreibung              | Standort | Kennzeichnung | Schutzstatus | Datum | Bild |
| -------------- | ------------------------- | -------- | ------------- | ------------ | ----- | ---- |
| Kirche St-Fort | Erbaut im 12. Jahrhundert | (Lage)   | PA00083643    | Inscrit      | 1925  |      |